# Ettaks kyrkoruin
Ettaks kyrka låg på den gamla kungsgården Ettak, inom nuvarande Velinga socken i Skara stift. Ettak utgjorde under medeltiden en egen socken, Ettaks socken, men den uppgick 1691 i Velinga socken. Provgrävning gjordes i ruinen åren 1936–1939 för att fastställa byggnadens form och utsträckning. En större utgrävning och uppmätning av kyrkans lämningar var önskvärd och ytterligare undersökning utfördes av Nils Fredrik Beerståhl år 1970.

## Historia
Undersökningar har visat att kyrkan uppfördes på 1100-talet. Både kung Valdemar Birgersson och kung Magnus Ladulås har uppehållit sig på kungsgården och har härifrån utfärdat handlingar mellan 1271 och 1289. Under tronstriderna utkämpades även en träffning här, slaget vid Ettak, år 1277. Under äldre vasatiden var gården tidvis förlänad och fungerade som sätesgård. År 1602 tillhörde det grevskapet Brahe men indrogs vid reduktionen. Kyrkan omtalas som ödelagd omkring 1720, men socknen var sedan länge upplöst.

## Kyrkans läge

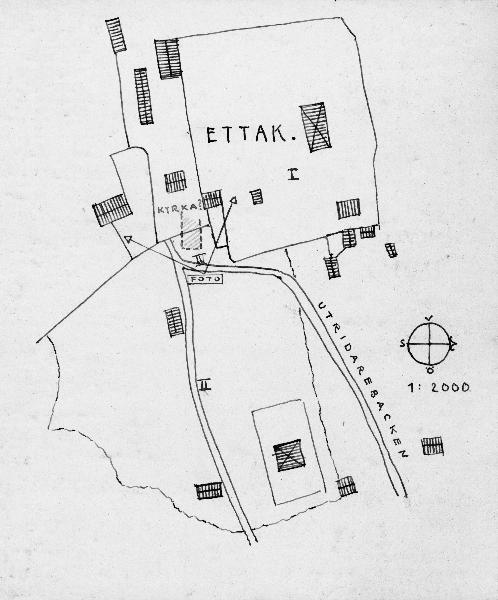
Kartskiss över platsen.

Kungsgården med kyrkan har legat på en höjd nära en bro över ån Tidan. Kyrkobyggnaden har legat på högsta punkten utanför trädgården till Ettaks gård, strax öster om manbyggnaden. I området finns flera lämningar av äldre bebyggelse såsom en rund kallmurad källare och en rundad kulle 12 meter i diameter.

## Kyrkobyggnaden
Kyrkan bestod av ett rektangulärt 8 × 10 meter stort långhus. Koret var indraget och 5,25 meter brett, möjligen med absid. Lämningarna av koret är skadade i öster. Murarna är byggda i skalmursteknik av huggna sandstens- och kalkstensblock, med fyllning av murbruk och gråsten. Murarna har varit putsade samt målade i grått, rödbrunt och ockra, troligen under renässansen. Ingången har varit på södra sidan nära västra gaveln och har dekorerats av en portalomfattning med kolonner. Golvet har varit högre i koret. Rester av golvens kalkstensplattor finns både i långhus och kor.     
I koret påträffades en grav med ett barnskelett. Man kan spekulera över vad det kan varit för barn som fått en sådan förnäm gravplats i denna lilla kungsgårdskyrka. Bland fynden från utgrävningen märks mynt från tidig medeltid till 1600-talet samt en speltärning av medeltida typ.

Kungsgårdskyrkan raserades omkring 1720. Stenar och byggmaterial återanvändes i Velinga kyrka och till den närbelägna Härja kyrka när denna tillbyggdes. Ovanför kyrkans sydportal finns en tympanon som anses komma från kungsgårdskyrkan i Ettak. Tympanonens relief visar en biskop med kräkla i den ena handen och den andra lyfts som välsignelse över en knäböjande person. Ovanför tympanonen finns ytterligare en relief, som möjligen visar en människa och en varg, och intill denna två skulpterande manshuvuden. Ytterligare finns stenar med bilder i relief inmurade i korgavelns vägg.

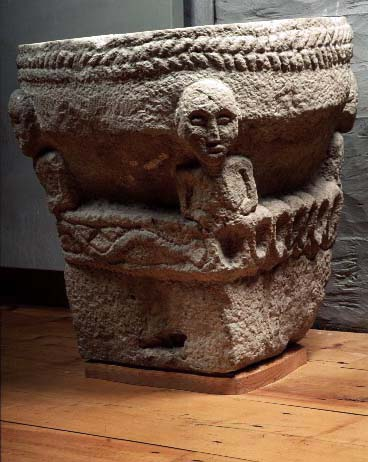
Gamla dopfunten från mitten av 1100-talet, nu i Vättaks kyrka.
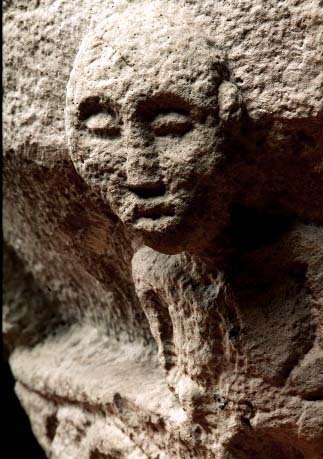
Detalj, dopfunt
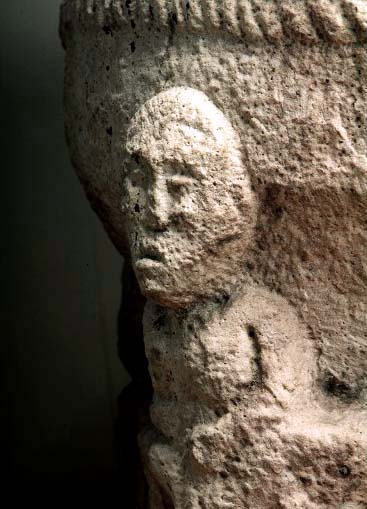
Detalj dopfunt
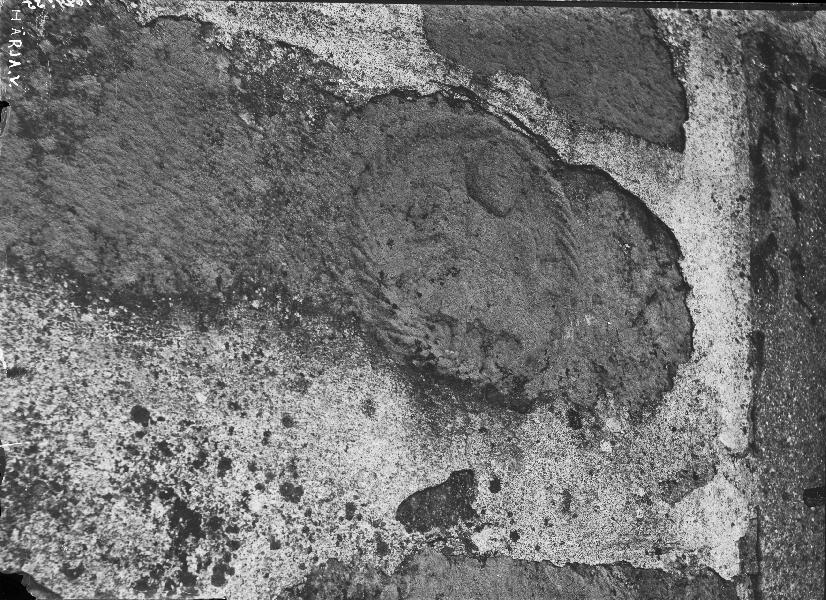
Relief i Härja
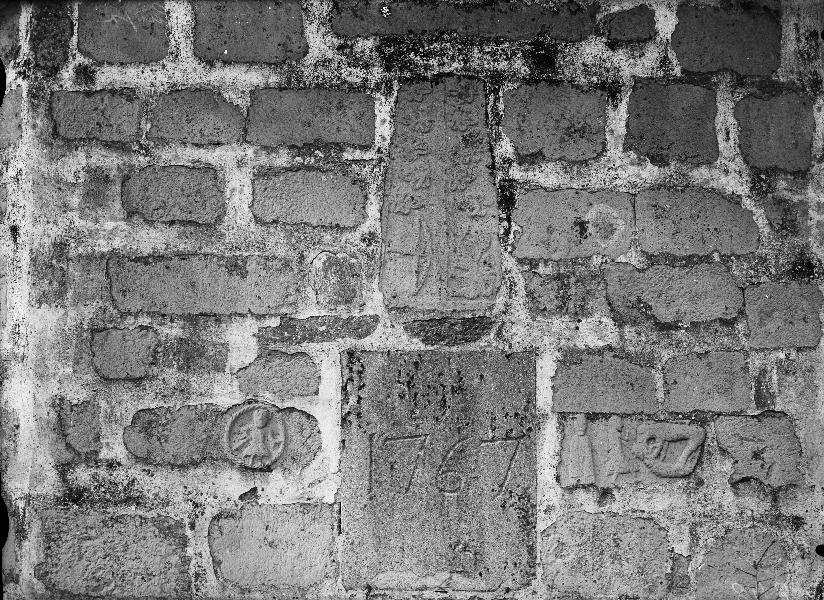
Reliefer i Härja
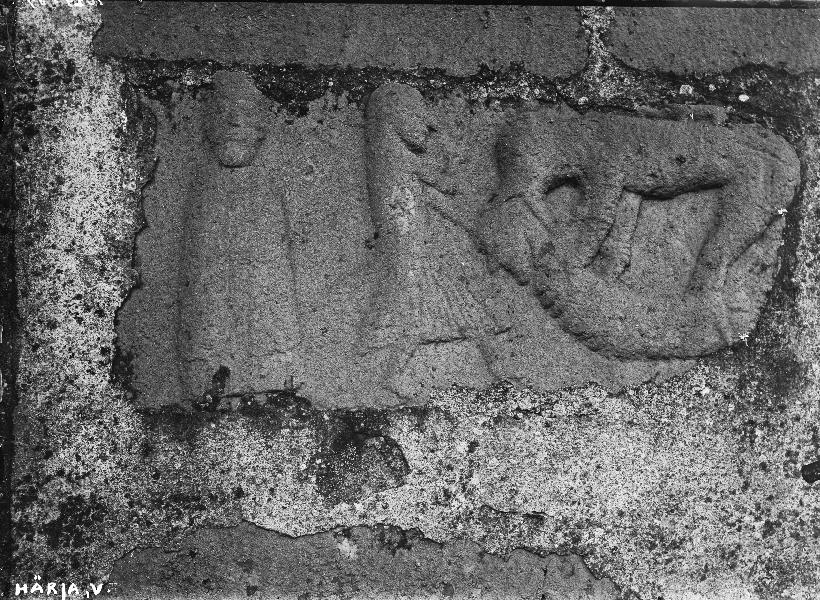
Härja
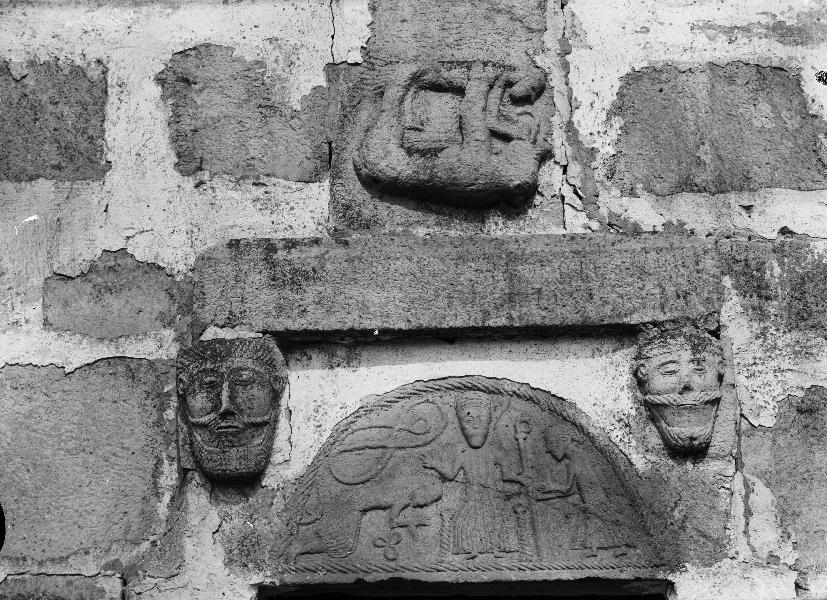
Tympanon med björn/varg ovanför som kämpar med människa. (Härja)
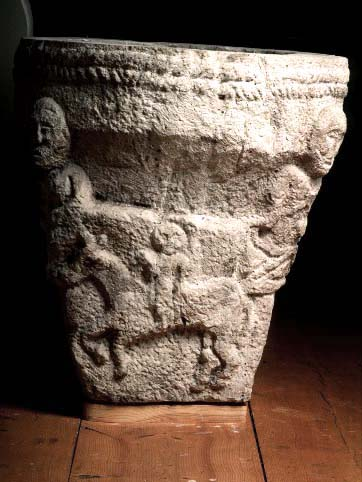
Dopfuntens baksida
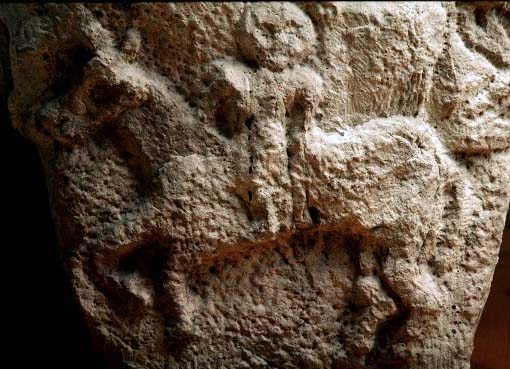
Dopfunt, detalj

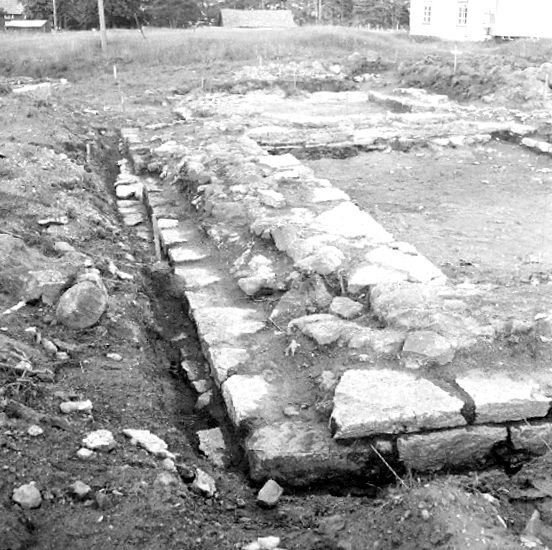
Ettaks kyrkoruin under utgrävning 1970
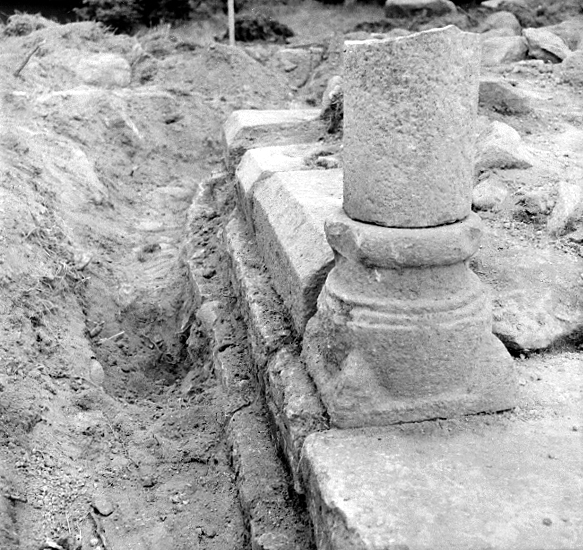
Utgrävning 1970. Exakt samma pelarbas finns i Härja.
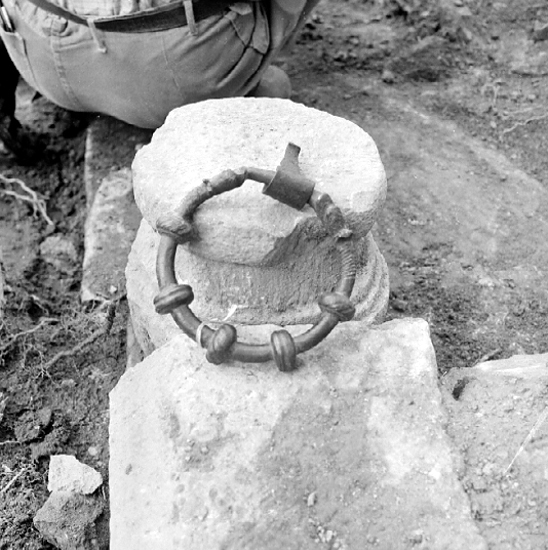
Dörrklapp, romansk stil, Två drakhuvuden närmast fästet som satt i dörren.
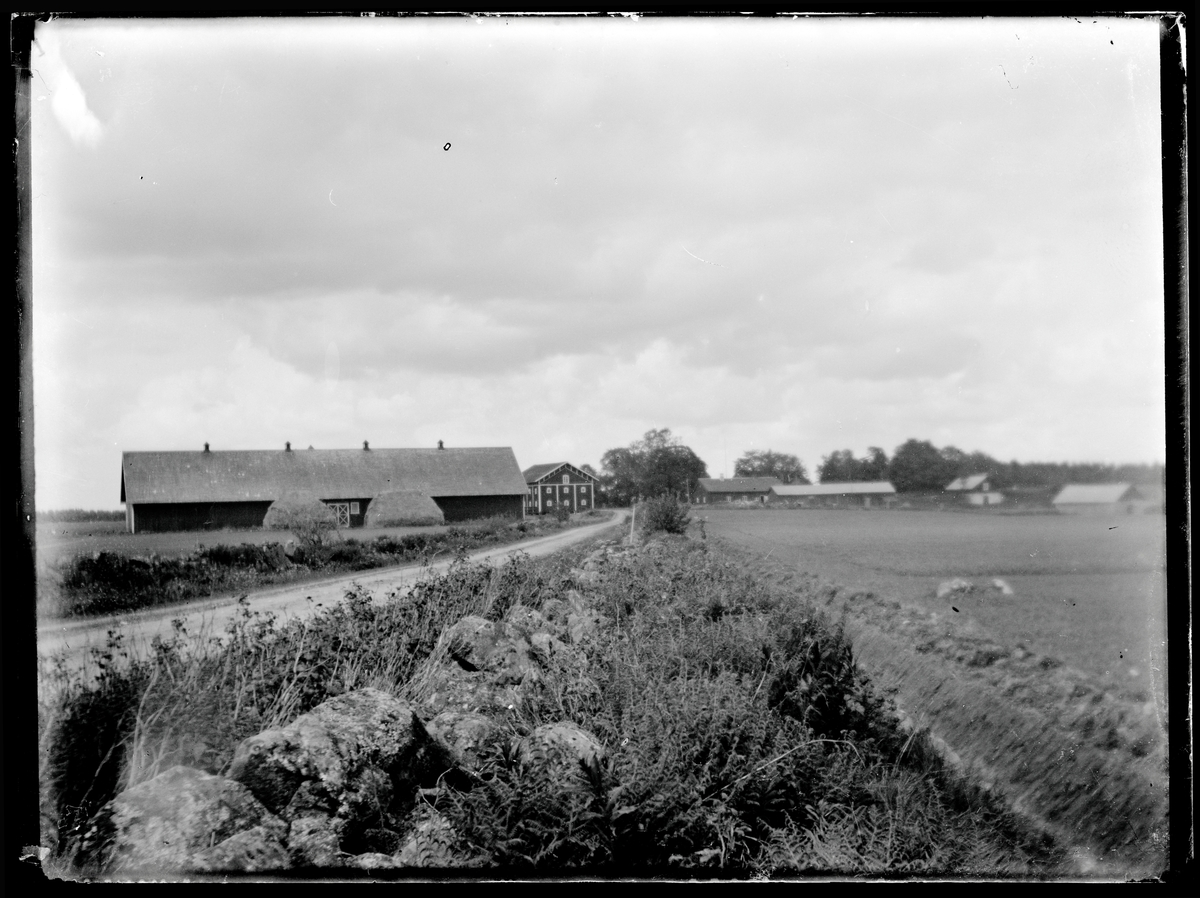
Ettaks kungsgård fotograferat ca. 1930.